# کویمباتور
کویمباتور
شهر کویمباتور (به انگلیسی: Coimbatore) با جمعیت ۱٫۰۰۸٫۲۷۴ نفر در ایالت تامیل نادو در کشور هند واقع شده‌است.